# DDR-Ringermeisterschaften 1951
1951 wurden die 3. DDR-Meisterschaften im Ringen ausgetragen. Gerungen wurde im griechisch-römischen Stil. Wie in den Vorjahren waren Ringer aus der DDR auch bei den gesamtdeutschen Meisterschaften zugelassen (siehe Deutsche Ringermeisterschaften 1951).

## Ergebnisse
| Klasse            | Platz | Name             | Land           |
| ----------------- | ----- | ---------------- | -------------- |
| Fliegengewicht    | 1.    | Rolf Domnowski   | Berlin         |
|                   |       |                  |                |
| Bantamgewicht     | 1.    | F. Albrecht      | Thüringen      |
|                   |       |                  |                |
| Federgewicht      | 1.    | Gerhard Lohr     | Berlin         |
|                   |       |                  |                |
| Leichtgewicht     | 1.    | H. Scholle       | Sachsen        |
|                   |       |                  |                |
| Weltergewicht     | 1.    | G. Huth          | Sachsen-Anhalt |
|                   |       |                  |                |
| Mittelgewicht     | 1.    | Kurt Hoffmann    | Thüringen      |
|                   |       |                  |                |
| Halbschwergewicht | 1.    | Herbert Albrecht | Thüringen      |
| Halbschwergewicht | 2.    | Strumpf          | Berlin         |
| Halbschwergewicht | 3.    | Horst Unger      | Sachsen        |
|                   |       |                  |                |
| Schwergewicht     | 1.    | R. Etta          | Brandenburg    |